# Сезар (кинопремия, 1992)
17-я церемония вручения наград премии «Сезар» (также известной как Ночь Сезара (фр. Nuit des César)) за заслуги в области французского кинематографа за 1991 год состоялась 22 февраля 1992 года во Дворце конгресса (Париж, Франция). Президентом церемонии выступила актриса Мишель Морган.
В этом году была введена новая категория: «Лучший короткометражный фильм», которая включила в себя виды короткометражного кино из расформированных отдельных номинаций: «лучший короткометражный анимационный фильм», «лучший короткометражный игровой фильм» и «лучший короткометражный документальный фильм».

## Список лауреатов и номинантов
Количество наград/номинаций:
- 1/12: «Ван Гог»
- 7/11: «Все утра мира»
- 4/10: «Деликатесы»
- 1/7: «Спасибо, жизнь»
- 0/5: «Очаровательная проказница»
- 1/3: «Я не целуюсь»
- 0/3: «Замечательная эпоха»
- 0/2: «Любовники с Нового моста» / «Двойная жизнь Вероники»
- 1/1: «Старая дама, входящая в море» / «Снег и пламя»/ «25 декабря 58-го, 10 часов 36 мину» / «Тото-герой»

### Основные категории
• Победители выделены отдельным цветом. 
| Категории                                              | Лауреаты и номинанты                                                                    | Лауреаты и номинанты                                                                    | Лауреаты и номинанты                                                                    |
| ------------------------------------------------------ | --------------------------------------------------------------------------------------- | --------------------------------------------------------------------------------------- | --------------------------------------------------------------------------------------- |
| Лучший фильм                                           | • Все утра мира / Tous les matins du monde (режиссёр: Ален Корно)                       | • Все утра мира / Tous les matins du monde (режиссёр: Ален Корно)                       | • Все утра мира / Tous les matins du monde (режиссёр: Ален Корно)                       |
| Лучший фильм                                           | • Очаровательная проказница / La Belle Noiseuse (режиссёр: Жак Риветт)                  |                                                                                         |                                                                                         |
| Лучший фильм                                           | • Спасибо, жизнь / Merci la vie (режиссёр: Бертран Блие)                                |                                                                                         |                                                                                         |
| Лучший фильм                                           | • Урга — территория любви (режиссёр: Никита Михалков)                                   |                                                                                         |                                                                                         |
| Лучший фильм                                           | • Ван Гог / Van Gogh (режиссёр: Морис Пиала)                                            |                                                                                         |                                                                                         |
| Лучший режиссёр                                        |                                                                                         | • Ален Корно за фильм «Все утра мира»                                                   | • Ален Корно за фильм «Все утра мира»                                                   |
| Лучший режиссёр                                        | • Андре Тешине — «Я не целуюсь»                                                         |                                                                                         |                                                                                         |
| Лучший режиссёр                                        | • Жак Риветт — «Очаровательная проказница»                                              |                                                                                         |                                                                                         |
| Лучший режиссёр                                        | • Бертран Блие — «Спасибо, жизнь»                                                       |                                                                                         |                                                                                         |
| Лучший режиссёр                                        | • Морис Пиала — «Ван Гог»                                                               |                                                                                         |                                                                                         |
| Лучший актёр                                           |                                                                                         | • Жак Дютрон — «Ван Гог» (за роль Винсента Ван Гога)                                    | • Жак Дютрон — «Ван Гог» (за роль Винсента Ван Гога)                                    |
| Лучший актёр                                           | • Ипполит Жирардо — «Подвешенная жизнь» (фр.) (за роль Патрикв Перро)                   |                                                                                         |                                                                                         |
| Лучший актёр                                           | • Жерар Жюньо — «Замечательная эпоха» (фр.) (за роль Мишеля Бертье)                     |                                                                                         |                                                                                         |
| Лучший актёр                                           | • Жан-Пьер Марьель — «Все утра мира» (за роль монсеньора де Сэнт-Коломба)               |                                                                                         |                                                                                         |
| Лучший актёр                                           | • Мишель Пикколи — «Очаровательная проказница» (за роль Эдуарда Френхофера)             |                                                                                         |                                                                                         |
| Лучшая актриса                                         |                                                                                         | • Жанна Моро — «Старая дама, входящая в море» (фр.) (за роль Леди М.)                   | • Жанна Моро — «Старая дама, входящая в море» (фр.) (за роль Леди М.)                   |
| Лучшая актриса                                         | • Эммануэль Беар — «Очаровательная проказница» (за роль Марианны)                       |                                                                                         |                                                                                         |
| Лучшая актриса                                         | • Жюльет Бинош — «Любовники с Нового моста» (за роль Мишель Сталанс)                    |                                                                                         |                                                                                         |
| Лучшая актриса                                         | • Анук Гринбер — «Спасибо, жизнь» (за роль Жоэль)                                       |                                                                                         |                                                                                         |
| Лучшая актриса                                         | • Ирен Жакоб — «Двойная жизнь Вероники» (за роль Вероники / Вероник)                    |                                                                                         |                                                                                         |
| Лучший актёр второго плана                             |                                                                                         | • Жан Карме — «Спасибо, жизнь» (за роль Раймонда (старого отца))                        | • Жан Карме — «Спасибо, жизнь» (за роль Раймонда (старого отца))                        |
| Лучший актёр второго плана                             | • Жан-Клод Дрейфус (фр.) — «Деликатесы» (за роль Клапе)                                 |                                                                                         |                                                                                         |
| Лучший актёр второго плана                             | • Тикки Ольгадо (фр.) — «Замечательная эпоха» (за роль Крайона)                         |                                                                                         |                                                                                         |
| Лучший актёр второго плана                             | • Бернар Ле Кок — «Ван Гог» (за роль Тео ван Гога)                                      |                                                                                         |                                                                                         |
| Лучший актёр второго плана                             | • Жерар Сети (фр.) — «Ван Гог» (за роль доктора Гаше)                                   |                                                                                         |                                                                                         |
| Лучшая актриса второго плана                           |                                                                                         | • Анн Броше (фр.) — «Все утра мира» (за роль Маделин)                                   | • Анн Броше (фр.) — «Все утра мира» (за роль Маделин)                                   |
| Лучшая актриса второго плана                           | • Джейн Биркин — «Очаровательная проказница» (за роль Лиз)                              |                                                                                         |                                                                                         |
| Лучшая актриса второго плана                           | • Катрин Жакоб (фр.) — «Спасибо, жизнь» (за роль Евангелин (молодой матери)             |                                                                                         |                                                                                         |
| Лучшая актриса второго плана                           | • Валери Лемерсье — «Операция „Тушёнка“» (за роль Мари-Лоранс Граньянски)               |                                                                                         |                                                                                         |
| Лучшая актриса второго плана                           | • Элен Венсан — «Я не целуюсь» (за роль Эвелин)                                         |                                                                                         |                                                                                         |
| Самый многообещающий актёр                             |                                                                                         | • Манюэль Блан — «Я не целуюсь»                                                         | • Манюэль Блан — «Я не целуюсь»                                                         |
| Самый многообещающий актёр                             | • Гийом Депардьё — «Все утра мира» (за роль юного Марена Маре)                          |                                                                                         |                                                                                         |
| Самый многообещающий актёр                             | • Лоран Гревиль (фр.) — «Год пробуждения» (фр.)                                         |                                                                                         |                                                                                         |
| Самый многообещающий актёр                             | • Тома Лангманн — «Париж пробуждается» (фр.)                                            |                                                                                         |                                                                                         |
| Самый многообещающий актёр                             | • Чик Ортега (фр.) — «Замечательная эпоха»                                              |                                                                                         |                                                                                         |
| Самая многообещающая актриса                           |                                                                                         | • Жеральдин Пелас — «Снег и пламя» (фр.)                                                | • Жеральдин Пелас — «Снег и пламя» (фр.)                                                |
| Самая многообещающая актриса                           | • Мари-Лор Дуньяк (фр.) — «Деликатесы»                                                  |                                                                                         |                                                                                         |
| Самая многообещающая актриса                           | • Мари Жиллен — «Мой папа — герой»                                                      |                                                                                         |                                                                                         |
| Самая многообещающая актриса                           | • Александра Лондон — «Ван Гог» (за роль Маргариты Гаше)                                |                                                                                         |                                                                                         |
| Самая многообещающая актриса                           | • Эльза Зильберштейн — «Ван Гог» (за роль Кэти)                                         |                                                                                         |                                                                                         |
| Лучший оригинальный или адаптированный сценарий        |                                                                                         | • Жиль Адриен (фр.), Марк Каро и Жан-Пьер Жёне — «Деликатесы»                           |                                                                                         |
| Лучший оригинальный или адаптированный сценарий        | • Бертран Блие — «Спасибо, жизнь»                                                       |                                                                                         |                                                                                         |
| Лучший оригинальный или адаптированный сценарий        | • Ален Корно и Паскаль Киньяр — «Все утра мира»                                         |                                                                                         |                                                                                         |
| Лучший оригинальный или адаптированный сценарий        | • Морис Пиала — «Ван Гог»                                                               |                                                                                         |                                                                                         |
| Лучшая музыка к фильму                                 |                                                                                         | • Жорди Саваль за музыку к фильму «Все утра мира»                                       | • Жорди Саваль за музыку к фильму «Все утра мира»                                       |
| Лучшая музыка к фильму                                 | • Карлос Д’Алессио (фр.) — «Деликатесы»                                                 |                                                                                         |                                                                                         |
| Лучшая музыка к фильму                                 | • Збигнев Прайснер — «Двойная жизнь Вероники»                                           |                                                                                         |                                                                                         |
| Лучшая музыка к фильму                                 | • Жан-Клод Пети — «Майрик»                                                              |                                                                                         |                                                                                         |
| Лучший монтаж                                          | • Эрве Шнайд — «Деликатесы»                                                             | • Эрве Шнайд — «Деликатесы»                                                             | • Эрве Шнайд — «Деликатесы»                                                             |
| Лучший монтаж                                          | • Клодин Мерлен (фр.) — «Спасибо, жизнь»                                                |                                                                                         |                                                                                         |
| Лучший монтаж                                          | • Мари-Жозеф Йойотт (фр.) — «Все утра мира»                                             |                                                                                         |                                                                                         |
| Лучшая работа оператора                                | • Ив Анжело — «Все утра мира»                                                           | • Ив Анжело — «Все утра мира»                                                           | • Ив Анжело — «Все утра мира»                                                           |
| Лучшая работа оператора                                | • Дариус Хонджи — «Деликатесы»                                                          |                                                                                         |                                                                                         |
| Лучшая работа оператора                                | • Жиль Анри (фр.), Эмманюэль Машюэль — «Ван Гог»                                        |                                                                                         |                                                                                         |
| Лучшие декорации                                       | • Жан-Филипп Карп и Мильен Крека Клякович — «Деликатесы»                                | • Жан-Филипп Карп и Мильен Крека Клякович — «Деликатесы»                                | • Жан-Филипп Карп и Мильен Крека Клякович — «Деликатесы»                                |
| Лучшие декорации                                       | • Мишель Вандестьен — «Любовники с Нового моста»                                        |                                                                                         |                                                                                         |
| Лучшие декорации                                       | • Филипп Паллю и Катя Вышкоп (фр.) — «Ван Гог»                                          |                                                                                         |                                                                                         |
| Лучшие костюмы                                         | • Коринн Жорри — «Все утра мира»                                                        | • Коринн Жорри — «Все утра мира»                                                        | • Коринн Жорри — «Все утра мира»                                                        |
| Лучшие костюмы                                         | • Валери Поццо Ди Борго — «Деликатесы»                                                  |                                                                                         |                                                                                         |
| Лучшие костюмы                                         | • Эдит Весперини — «Ван Гог»                                                            |                                                                                         |                                                                                         |
| Лучший звук                                            | • Пьер Гаме (фр.), Жерар Лампс (фр.), Анн Ле Кампьон, Пьер Верани — «Все утра мира»     | • Пьер Гаме (фр.), Жерар Лампс (фр.), Анн Ле Кампьон, Пьер Верани — «Все утра мира»     | • Пьер Гаме (фр.), Жерар Лампс (фр.), Анн Ле Кампьон, Пьер Верани — «Все утра мира»     |
| Лучший звук                                            | • Венсан Арнарди (фр.), Жером Тиу — «Деликатесы»                                        |                                                                                         |                                                                                         |
| Лучший звук                                            | • Жан-Пьер Дюре (фр.), Франсуа Гру (фр.) — «Ван Гог»                                    |                                                                                         |                                                                                         |
| Лучшая дебютная работа (фр. Meilleure Première Oeuvre) | • Марк Каро и Жан-Пьер Жёне — «Деликатесы»                                              | • Марк Каро и Жан-Пьер Жёне — «Деликатесы»                                              | • Марк Каро и Жан-Пьер Жёне — «Деликатесы»                                              |
| Лучшая дебютная работа (фр. Meilleure Première Oeuvre) | • Бернар Жиродо — «Другой» (фр.)                                                        |                                                                                         |                                                                                         |
| Лучшая дебютная работа (фр. Meilleure Première Oeuvre) | • Оливье Шацки (фр.) — «Экспресс удачи» (фр.)                                           |                                                                                         |                                                                                         |
| Лучшая дебютная работа (фр. Meilleure Première Oeuvre) | • Мануэль Санчес — «Заговорщики» (фр.)                                                  |                                                                                         |                                                                                         |
| Лучшая дебютная работа (фр. Meilleure Première Oeuvre) | • Патрик Бушите (фр.) — «Холодная луна» (фр.)                                           |                                                                                         |                                                                                         |
| Лучший короткометражный фильм                          | • 25 декабря 58-го, 10 часов 36 минут / 25 décembre 58, 10h36 (режиссёр: Диана Бертран) | • 25 декабря 58-го, 10 часов 36 минут / 25 décembre 58, 10h36 (режиссёр: Диана Бертран) | • 25 декабря 58-го, 10 часов 36 минут / 25 décembre 58, 10h36 (режиссёр: Диана Бертран) |
| Лучший короткометражный фильм                          | • Haut pays des neiges (режиссёр: Бернар Паласиос)                                      |                                                                                         |                                                                                         |
| Лучший короткометражный фильм                          | • Герман Хайнцель, орнитолог / Hermann Heinzel, ornithologue (режиссёр: Жак Митш)       |                                                                                         |                                                                                         |
| Лучший короткометражный фильм                          | • La saga des glaises (режиссёры: Давид Ферре, Оливье Тери-Лапине)                      |                                                                                         |                                                                                         |
| Лучший иностранный фильм                               | • Тото-герой / Toto le héros (Бельгия, Франция, Германия, режиссёр Жако Ван Дормаль)    | • Тото-герой / Toto le héros (Бельгия, Франция, Германия, режиссёр Жако Ван Дормаль)    | • Тото-герой / Toto le héros (Бельгия, Франция, Германия, режиссёр Жако Ван Дормаль)    |
| Лучший иностранный фильм                               | • Элис / Alice (США, реж. Вуди Аллен)                                                   |                                                                                         |                                                                                         |
| Лучший иностранный фильм                               | • Танцующий с волками / Dances with Wolves (США, реж. Кевин Костнер)                    |                                                                                         |                                                                                         |
| Лучший иностранный фильм                               | • Молчание ягнят / The Silence of the Lambs (США, реж. Джонатан Демми)                  |                                                                                         |                                                                                         |
| Лучший иностранный фильм                               | • Тельма и Луиза / Thelma & Louise (США, реж. Ридли Скотт)                              |                                                                                         |                                                                                         |

### Специальные награды
| Награда          | Лауреаты             | Лауреаты        |
| ---------------- | -------------------- | --------------- |
| Почётный «Сезар» |                      | • Мишель Морган |
| Почётный «Сезар» | • Сильвестр Сталлоне |                 |